# Głośniej od bomb (film 2001)
Głośniej od bomb – polski dramat obyczajowy z 2001 roku w reżyserii Przemysława Wojcieszka.
Film opowiada historię młodych ludzi żyjących w prowincjonalnym miasteczku. Przedstawia obraz społeczny Polski prowincjonalnej po przemianach ustrojowych. Tytuł filmu nawiązuje do albumu zespołu The Smiths – Louder Than Bombs.
Film był kręcony w sierpniu 2000 roku we Wrocławiu i okolicach (Siechnice).

## Obsada
- Rafał Maćkowiak (Marcin Koprowski)
- Sylwia Juszczak (Kaśka)
- Andrzej Gałła (Marian)
- Magdalena Schejbal (Jagoda)
- Grażyna Krukówna (Teresa)
- Krzysztof Czeczot (Dżefrej)
- Michał Tarkowski (Wiesław)
- Teresa Sawicka (Krystyna)
- Robert Gonera (Andrzej)
- Ilona Ostrowska (Magda)
- Lech Janerka (ksiądz Wojciech)
- Juliusz Rodziewicz (Czesław)
- Grzegorz Wójtowicz (Robert)
- Krzysztof Czarkowski (Mirosław)
- Jakub Papuga (Jakub)
- zespół Komety

## Nagrody i wyróżnienia
Film był wielokrotnie nagradzany, m.in. za najlepszy scenariusz i najlepsze zdjęcia. Zdobył nagrodę dziennikarzy w 2002 r. na Ogólnopolskim Festiwalu Sztuki Filmowej Prowincjonalia, nagrodę za najlepsze zdjęcia w 2002 r. na Slamdance Film Festival oraz nominację do nagrody Orły w 2003 r. w kategorii najlepszego scenariusza.